# Osmoseur
 (juin 2025).
Si vous disposez d'ouvrages ou d'articles de référence ou si vous connaissez des sites web de qualité traitant du thème abordé ici, merci de compléter l'article en donnant les références utiles à sa vérifiabilité et en les liant à la section « Notes et références ».
Un osmoseur est un dispositif permettant de produire de l'eau considérée comme pure selon le principe de l'osmose inverse. Il débarrasse l'eau de la majeure partie de ses solutés tels que les chlorures, les sulfates, les phosphates, etc.

## Étapes de filtration
1. L'eau à purifier passe au travers d'un premier filtre anti sédiments à 5 µ qui élimine les boues, le sable, la poussière.
2. L'eau passe au travers d'un filtre au charbon actif qui retient le chlore et certaines molécules organiques de grande taille. Certaines marques font produire un charbon actif fritté capable de retenir la majorité des contaminants contenus dans l'eau, ce qui a pour effet de supprimer totalement le risque, somme toute assez présent, de relargage. L'utilisation de ce dernier a aussi pour effet de limiter la quantité de cartouches nécessaires au bon fonctionnement de l'ensemble.
3. Afin d'augmenter la durée de vie des membranes, dans le cas d'une utilisation importante (> 100 l/h), et en présence d'une eau brute dure ou très dure, il est préférable de disposer d'un adoucisseur en amont de l'osmoseur.
4. L'eau est ensuite mise sous pression et traverse la membrane osmotique dont la porosité est de l'ordre du millionième de millimètre. L'eau est débarrassée de 98 % de ses impuretés.
5. L'eau osmosée est stockée dans un réservoir sous pression, qui se remplit automatiquement chaque fois qu'une partie de son eau est utilisée.
6. L'eau passe enfin dans une cartouche de finition au charbon actif avant d'être délivrée.

## Utilisations

### Utilisations domestiques

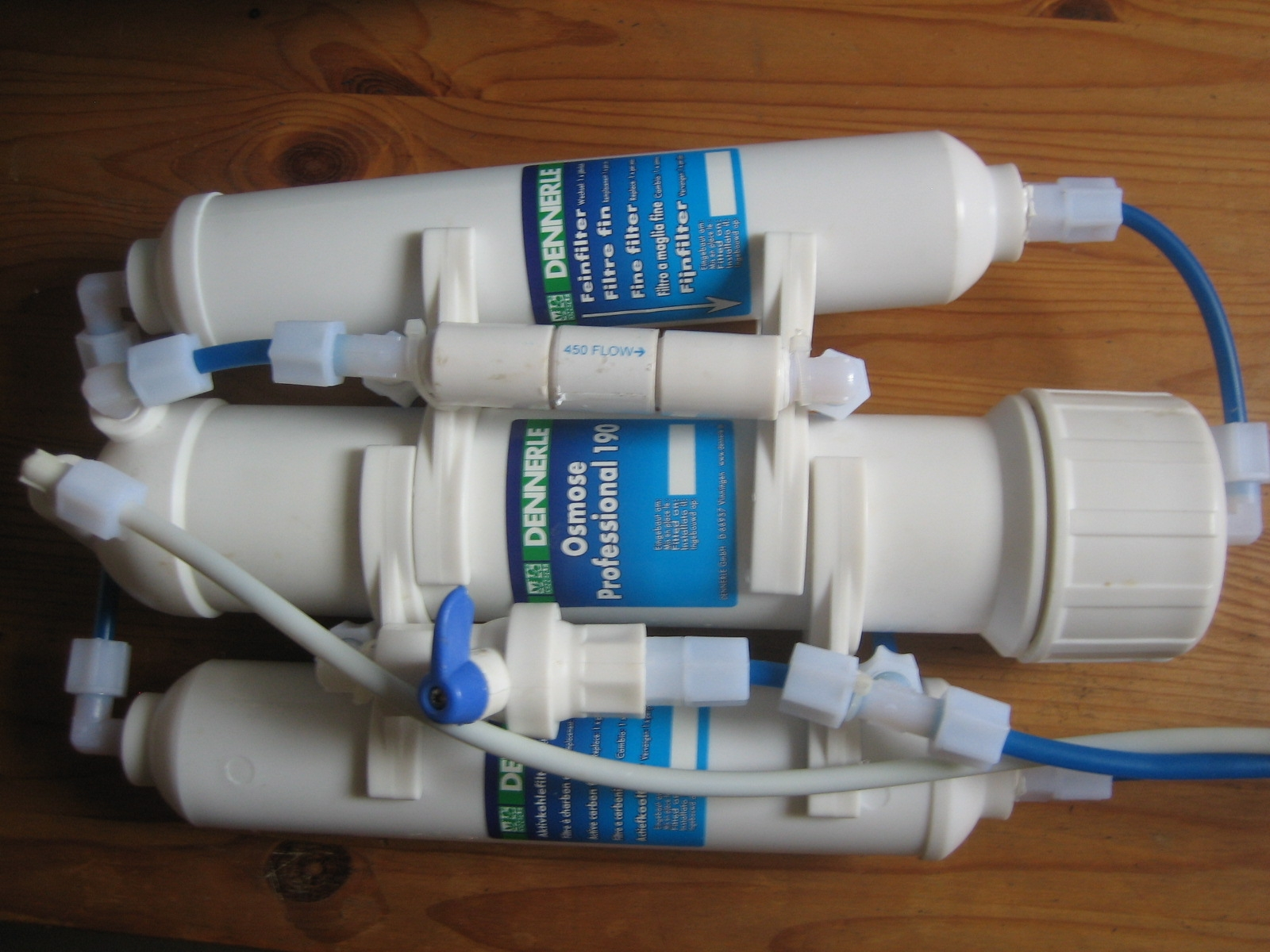
Osmoseur pour aquarium

- Eau de table, une alternative de l'eau en bouteille.
- Eau d'aquarium.
- Élimination de polluants indésirables (nitrates, métaux lourds).

### Utilisations commerciales et industrielles
- Dessalement de l'eau de mer. Les bâtiments de la Marine (bâtiments de surface et sous-marins), ainsi que la plupart des navires de commerce utilisent des osmoseurs qui fournissent toute l'eau douce du bord.
- Réduction de la salinité d'eaux destinées à la consommation humaine.
- Alimentation de chaudières à vapeur.
- Préparation d'eau pour l'industrie des alcools.
- Eau osmosée très pure pour la confection de milieux et solutions de biologie moléculaire.
- Enrichissement des moûts de raisin.
- Appoint des niveaux d’électrolyte dans les batteries d'accumulateurs électriques (traction ou marine, type décharge lente).
- Réduction du chlore pour les huiles de coupes dans le secteur de la métallurgie